# Mercedes-Benz Tech Innovation
Die Mercedes-Benz Tech Innovation GmbH (ehemals Daimler TSS GmbH) mit Hauptsitz in Ulm ist ein konzerninterner IT-Partner, der nahezu ausschließlich Kunden in der Mercedes-Benz Group AG bedient. Mercedes-Benz Tech Innovation ist zu 100 % Tochtergesellschaft der Mercedes-Benz Group AG.

## Produkte
Mercedes-Benz Tech Innovation bietet Lösungen, Services und Beratung in den Feldern Mobility, Digital Vehicle, Sales & Care, Digital Production und Cyber Security an. Das vormals in die eigene Tochter Daimler IT Retail GmbH ausgegründete Geschäft Automotive Retail wurde am 1. August 2017 wieder in das Unternehmen integriert.
Da nur konzerninterne Kunden bedient werden, sind die Projekte der Öffentlichkeit typischerweise wenig bekannt. Ausnahmen bilden z. B. car2go, das seit seiner Entstehung von Mercedes-Benz Tech Innovation mitentwickelt wird, der Mercedes-Benz Car Configurator, der von Mercedes-Benz Tech Innovation weiterentwickelt wird, oder die EQ Ready App.

## Geschichte
Mercedes-Benz Tech Innovation ist 1998 als reines Software-Entwicklungsteam mit sieben Mitarbeitern gestartet und heute ein mittelständisches Unternehmen mit mehr als 1200 Mitarbeitern und einem Jahresumsatz von mehr als 180 Mio. Euro.

## Standorte
Der Hauptsitz von Mercedes-Benz Tech Innovation befindet sich im Ulmer Science Park auf dem oberen Eselsberg. Das Unternehmen hat weitere Standorte in Stuttgart, Leinfelden-Echterdingen, Karlsruhe und Berlin sowie einem Projekt-Hub in Kuala Lumpur.